# Derek Clayton
Derek Clayton (né le 17 novembre 1942) est un athlète australien, spécialiste des courses de fond. 

## Biographie
Le 3 décembre 1967, lors du Marathon de Fukuoka, il établit une nouvelle meilleure performance mondiale sur marathon et devient le premier athlète à parcourir la distance en moins de 2 heures 10 minutes (2 h 9 min 36 s 4).
Le 30 mai 1969, à Anvers, il établit une nouvelle meilleure marque mondiale en 2 h 8 min 33 s. Cette performance ne sera améliorée qu'en 1981 par son compatriote Robert De Castella.
Il se classe 7e du marathon des Jeux olympiques de 1968 à Mexico, et 13e du marathon des Jeux olympiques de 1972 à Munich.